# Khalil Zaouia
Khalil Zaouia ou Khalil Ezzaouia, né le 20 juillet 1961 à Tunis, est un homme politique et chirurgien tunisien.

## Vie professionnelle et syndicale
Il est professeur et chirurgien orthopédiste à l'hôpital Charles-Nicolle de Tunis depuis juillet 2010 et chef du service d'orthopédie à l'hôpital Mongi-Slim de La Marsa. 
Il est membre de la Ligue tunisienne des droits de l'homme depuis 1988 et de son comité directeur d'octobre 2000 à septembre 2011. Il est aussi membre du syndicat des résidents et des internes en médecine de 1988 à 1991. Depuis 1993, il est responsable au syndicat des médecins, dentistes et pharmaciens hospitalo-universitaires. Depuis 2000, il est également secrétaire général du syndicat national des médecins hospitalo-universitaires, ce qui en fait un membre de la commission administrative de l'Union générale tunisienne du travail.

## Carrière politique
Sur le plan politique, il est membre du bureau politique du Forum démocratique pour le travail et les libertés (Ettakatol) de Mustapha Ben Jaafar qu'il cofonde en avril 1994. Il devient membre du bureau politique chargé des relations internationales après avoir été réélu lors du congrès de 2009 ; il est membre du comité de pilotage de la campagne électorale pour l'élection de l'Assemblée constituante de 2011, au terme de laquelle il est élu dans la deuxième circonscription de Tunis.
À la suite de l'élection, il est nommé ministre des Affaires sociales dans le gouvernement Hamadi Jebali, le 24 décembre 2011, succédant ainsi à Mohamed Ennaceur. Il est assisté d'un secrétaire d'État à l'Immigration, Houcine Jaziri. Il prête serment le jour même de sa nomination. Le 26 décembre, la passation des pouvoirs a lieu au siège du ministère, le jour de la passation des pouvoirs entre les Premiers ministres Béji Caïd Essebsi et Hamadi Jebali. Le même jour, les employés du ministère l'empêche d'entrer dans les locaux du bâtiment et présentent des demandes sociales et professionnelles.
Durant son mandat de ministre des Affaires sociales, Khalil Zaouia doit préparer des réformes dans le domaine des retraites et de l'assurance maladie. Il doit par ailleurs lutter contre la pauvreté, régulariser des situations professionnelles et réformer le système de couverture sociale.
Le 10 septembre 2017, il prend la tête de son parti, Ettakatol, lors de son troisième congrès.

## Vie privée
Il est marié et père de deux enfants.